# Straight Out of Line
«Straight Out of Line» es el primer sencillo de Faceless, el tercer álbum de estudio de la banda estadounidense de heavy metal Godsmack. Después del lanzamiento, la canción llegó inmediatamente a la primera posición de la lista Mainstream Rock Tracks donde permaneció dos semanas convirtiéndose en el tercer número uno de la banda en esta lista. Además entró en el Top 10 de la lista Modern Rock Tracks y logró alcanzar el número 73 en el Billboard Hot 100, siendo su primer ingresó dentro de los primeros 100 y es hasta el momento su mejor desempeño en esta lista.
La canción fue nominada al Premio Grammy en la categoría Mejor Interpretación de Hard Rock. Sin embargo, el premio fue para «Bring Me to Life» de Evanescence.

## Significado
"Straight out of Line" está dedicada a viejos amigos que miran con desprecio a Sully cuando se encuentran en una habitación llena de gente sólo porque es famoso. Según Merrill, la canción habla de toda la banda. "Puedo sentirme identificado con la canción en cualquier momento". "Incluso tu familia - de repente tengo éxito, cuando vuelvo de la gira mi madre tiene a veinte personas esperándome para firmarle alguna mierda. Y yo, pero ‘¡Mamá!’ Lo mismo con los amigos. Yo soy la misma persona - hago mi motocross y mi hockey con los mismo colegas. Ellos lo llevan bien, pero hay gente que te miran de forma diferente, y eso es triste".
Según Erna, la canción trata de la gente del entorno de los miembros de la banda que no aceptan el éxito de los músicos. "Estos tipos solían juntarse contigo e invitarte a cervezas, y ahora no entienden que tienes que ir de gira y que demanda mucho trabajo, simplemente no podemos llamarles cada fin de semana y pasar el rato con esta gente. No creo que hayamos cambiado. Creo que somos bastante modestos para el nivel al que estamos, y no procede que actúen de esa forma", dijo Erna.

## Vídeo musical
Antes del lanzamiento de Faceless, Godsmack grabó un vídeoclip para la canción basado en la interpretación de la canción en Los Ángeles con el director Dean Karr. "La canción tiene agresividad, y el tema visual, cuando la banda la toca, queda realmente bien", explicó Erna a MTV.com."

## Apariciones
- La canción aparece en la banda sonora del videojuego Prince of Persia: El alma del guerrero.[7]
- Fue utilizada en la película del 2003, A Man Apart protagonizada por Vin Diesel.

## Posicionamiento en listas
Sencillos - Billboard (Estados Unidos)
| Año  | Lista                  | Posición |
| ---- | ---------------------- | -------- |
| 2003 | Mainstream Rock Tracks | 1        |
| 2003 | Modern Rock Tracks     | 9        |
| 2003 | Billboard Hot 100      | 73       |

### Sucesión en listas
| Anterior: «When I'm Gone» de 3 Doors Down | Billboard Mainstream Rock Tracks — Sencillo Nro 1 29 de marzo de 2003 — 11 de abril de 2003 | Siguiente: «Somewhere I Belong» de Linkin Park |